# Aeródromo de Tayoltita
El aeródromo de Tayoltita es un pequeño campo de aviación ubicado en el poblado minero de Tayoltita en el municipio de San Dimas, Durango. Cuenta con una pista de aterrizaje sin pavimentar de 655 metros de largo y 60 metros de ancho así como hangares.

## Antecedentes
Debido a la actividad económica de la mina de Tayoltita durante los años 30’s, surgió la necesidad de transportar vía aérea el mineral de Tayoltita a Mazatlán, ya que era muy difícil acceder vía terrestre, por lo que en 1934 fue fundada la empresa “Líneas Aéreas Mineras (LAMSA)”, la cual comenzó operaciones con una aeronave Ryan M-1.
En 1943 la aerolínea “transportes Aéreos Terrestres (TATSA)” comenzó a operar la ruta Tayoltita-Mazatlán con aeronaves Stinson cuando LAMSA abandonó la ruta al ser adquirida por United Airlines.

## Accidentes e incidentes
- El 7 de diciembre de 1940 una aeronave Stinson operada por Líneas Aéres Mineras (LAMSA) que volaba entre el Aeródromo de Tayoltita y Mazatlán se estrelló en una montaña durante su fase de crucero, matando al piloto, al mecánico y a su único pasajero.[6][7]

- El 7 de marzo de 1994 una aeronave Cessna U206 con matrícula XC-CUT propiedad de BANRURAL que operaba un vuelo entre el Aeródromo de Tayoltita y el Aeropuerto de Durango se estrelló poco tiempo después de despegar, matando a sus cinco ocupantes.[8][9]

- El 1 de abril de 2016 una aeronave Cessna 208B Grand Caravan con matrícula XA-ULU operada por Aéreo Servicios Empresariales se estrelló en un lecho rocoso 15 minutos después de despegar del Aeródromo de Tayoltita con destino al Aeropuerto de Durango. Cuando la aeronave alcanzó 9,500 pies de altitud el motor perdió potencia (debido a la fractura por fatiga de un álabe del compresor de la turbina), obligando al piloto a realizar un aterrizaje forzoso en donde el ala izquierda golpeó un árbol y el fuselaje se partió en dos tras golpear rocas. En el accidente murieron 3 de los 9 pasajeros, el piloto sobrevivió.[10][11]

- El 9 de noviembre de 2023 una aeronave Cessna TU206G Turbo Stationair con matrícula XA-UOV operada por 	Aerolineas Centauro que realizaba un vuelo chárter entre el Aeródromo de Tayoltita y el Aeropuerto de Durango presentó una falla mecánica durante su fase de crucero, teniendo que realizar un aterrizaje cerca de los límites del municipio de Canatlán. El piloto y los 5 pasajeros resultaron con heridas leves y fueron trasladados mediante helicóptero a un hospital en Durango para su tratamiento.[12][13]